# Friedrich Lücke

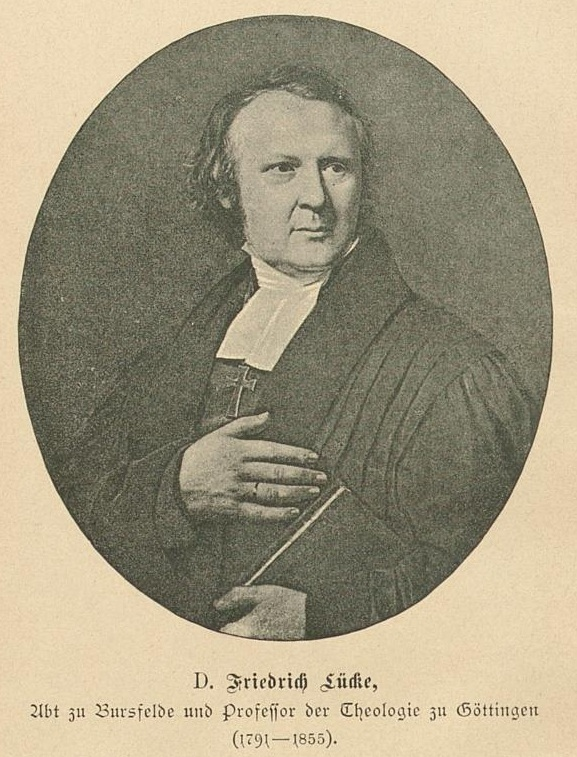
Friedrich Lücke

Gottfried Christian Friedrich Lücke (* 24. Juli 1791 in Egeln; † 14. Februar 1855 in Göttingen) war ein evangelischer Theologe, Universitätsprofessor und Abt des Klosters Bursfelde bei Hann. Münden.

## Leben und Wirken

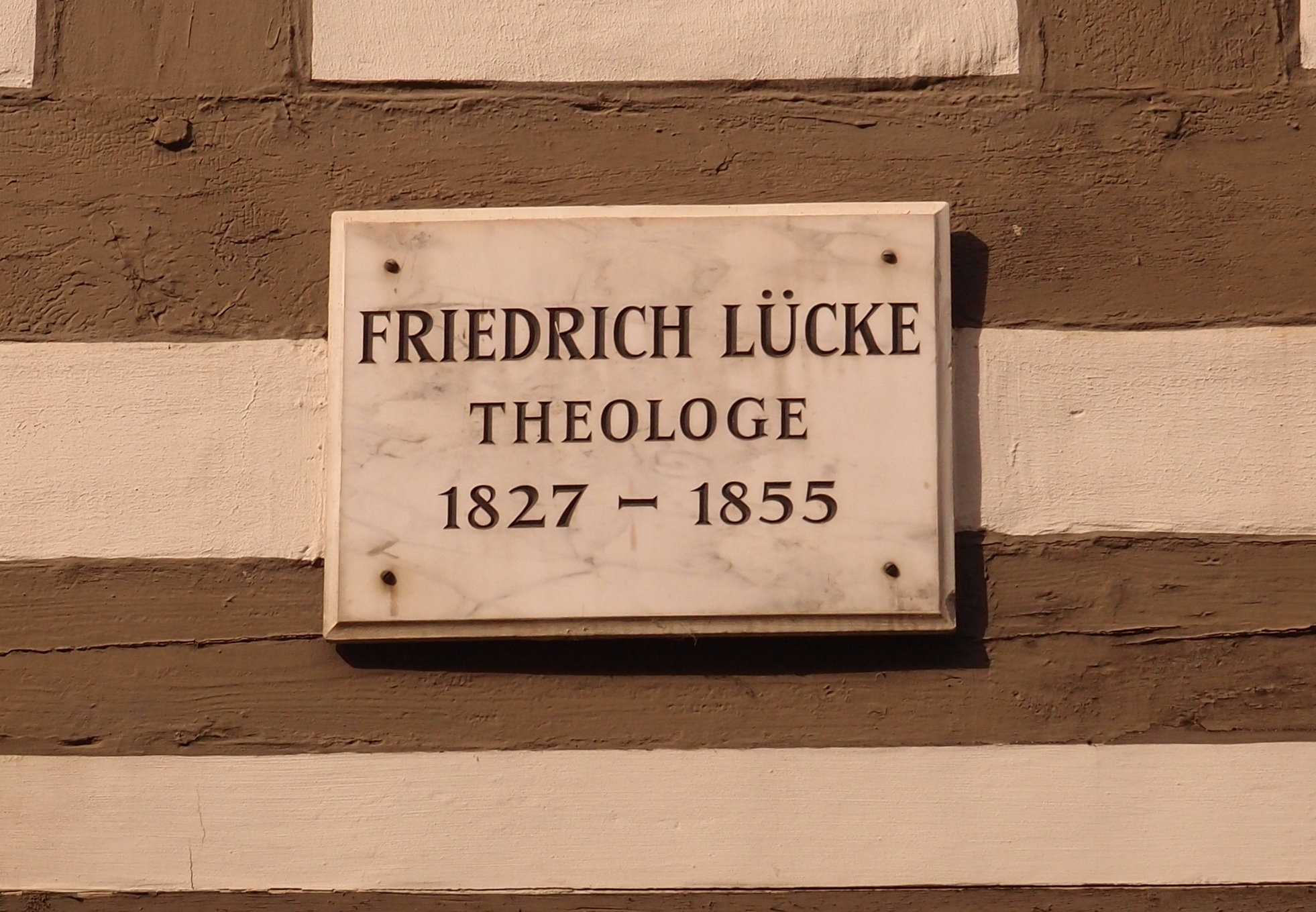
Gedenktafel für Friedrich Lücke in Göttingen

Friedrich Lücke, der als Sohn eines Kaufmanns und Brauers zur Welt kam, absolvierte seine Schul- und Studienzeit in Magdeburg und Halle (Saale). Von 1813 bis 1816 war er als Repetent in Göttingen tätig und erhielt 1814 den Titel eines Dr. phil. der Universität Halle.
Lücke habilitierte sich mit einer Arbeit Ueber den neutestamentlichen Kanon des Eusebius von Caesarea 1816 in Berlin.
Ab 1816 war Friedrich Lücke ordentlicher Professor an der Universität Bonn und promovierte hier 1819 zum Dr. theol. Im Jahre 1827 erhielt er einen Ruf an die Universität Göttingen, wo er Exegese, Dogmatik und Ethik lehrte. Zu seinen zahlreichen Schülern gehörten Gerhard Uhlhorn, Martin Birmann und Jonas Breitenstein.
Als er Berufungen an die Universitäten in Kiel, Halle (Saale), Jena und Leipzig ablehnte, ernannte man ihn 1839 zum Konsistorialrat in Hannover und übertrug ihm 1843 das Amt eines Abtes des Klosters Bursfelde im Weserbergland. Obwohl er gesundheitlich sehr geschwächt war und der frühzeitige Tod sechs seiner sieben Kinder ihn erschütterte, nahm er das Professorenamt und auch das Amt des Abtes bis kurz vor seinem Tod wahr.
Lücke war als Schüler Friedrich Schleiermachers (dessen Hermeneutik er postum herausgab) ein Vertreter der Vermittlungstheologie; er prägte in diesem Sinn den Begriff „Vermittlung.“ Als einer der wichtigsten Neutestamentler seiner Zeit spezialisierte er sich auf das Corpus Johanneum und wurde zum Begründer der Apokalyptikforschung („Apokalyptik“ ist ebenfalls eine Begriffsprägung Lückes).

## Sonstige Funktionen
Friedrich Lücke engagierte sich neben seiner wissenschaftlichen Tätigkeit bei den Verhandlungen um die Union zwischen Lutheranern und Reformierten. Auch war er in zahlreichen christlichen Vereinigungen aktiv, deren Interessen er stärkte und deren Verbindung zur Kirche er betrieb. Sein besonderes Engagement galt dem Gustav-Adolf-Verein.

## Werke
Lücke hat eine Vielzahl von Werken veröffentlicht, u. a.:
- Theses theologicae VII, Berlin 1806
- Commentatio de ecclesia Christianorum apostolica, Göttingen 1813
- Apologia Augustanae confessionis latine et germanice, Berlin 1817
- Kommentar über die Schriften des Evangelisten Johannes (4 Bände), Bonn 1820–1832
- Einleitung in die Offenbarung Johannes und die gesamte apokalyptische Litteratur, Bonn 1852